# Shapur 2.
Shapur 2. (Middle Persian: 𐭱𐭧𐭯𐭥𐭧𐭥𐭩 Šāpuhr), også kendt som Shapur 2. den Store, var den tiende Kongernes Konge af Sassaniderne. Han var den længst regerende monark i Iransk historie, regerende i hele sit halvfjerds år lange liv fra 309 til 379. Han var søn af Hormizd 2.
Hans regeringstid så en militær styrkelse af Sassanideriget samt dets territoriale ekspansion førende til den første Sassaniske gyldne periode. Han betragtes derfor sammen med Shapur 1. og Khosrau 1. som en af de største Sassaniske herskere. Hans tre efterfølgere var dog mindre talentfulde og ikke i stand til at fortsætte Shapurs gyldne periode efter hans død.
Shapur førte en hårdhændet religionspolitik. Han fuldførte samlingen af Avesta, Zoroastrianismens hellige tekster, kætteri og frafald blev straffet, og de kristne blev forfulgt. Det sidste var en reaktion på kristningen af Romerriget under Konstantin den Store. Shapur 2. var ligesom Shapur 1. venligt indstillet overfor jøderne, som levede i forholdsvis frihed, og som opnåede mange fordele i denne tid (se også Raba (Talmud)). Ved Shapurs død var det persiske rige stærkere end nogensinde: fjenderne mod øst var bragt til ro, og Armenien var under Sassanisk kontrol.

## Tronbestigelse
Da Hormizd 2. døde i 309, blev han efterfulgt af sin søn Adur Narseh, der efter en kort regeringstid, der varede nogle få måneder, blev dræbt af medlemmer af adelsstanden. Disse blændede derefter Hormizds anden søn, og fængslede den tredje (Hormizd, der senere flygtede til Romerriget). Tronen blev derfor forbeholdt det ufødte barn af Hormizd 2.'s kone Ifra Hormizd, der blev Shapur 2. Det siges, at Shapur 2. måske har været den eneste konge i historien, der er blevet kronet før sin fødsel, da legenden hævder, at kronen blev lagt på hans moders skød mens hun var gravid.
Imidlertid er det ifølge Alireza Shapour Shahbazi usandsynligt, at Shapur blev kronet som konge, mens han stadig var i moderens livmoder, da de adelige ikke kunne have kendt barnets køn på det tidspunkt. Endvidere hævder Shahbazi, at Shapur blev født fjorten dage efter sin fars død, og at adelsmændene dræbte Adur Narseh og kronede Shapur 2. for at få større kontrol over imperiet, hvilket de lykkedes med, indtil Shapur 2. blev voksen i sekstenårs alderen.

## Bygningsværker
Udover opførelsen af war-i tāzigān nær Al-Hira er Shapur 2. også kendt for at have grundlagt flere nye byer. Han grundlagde en kongelig by kaldet Eranshahr-Shapur, hvor han bosatte romerske krigsfanger. Han genopbyggede og genbefolkede også Nisibis i 363 med folk fra Istakhr og Spahan. I Asoristan grundlagde han Wuzurg-Shapur ("Stor Shapur"), en by på vestbreden af Tigris. Han genopbyggede også Susa efter at have ødelagt den, da han undertrykte et oprør, og omdøbte den Eran-Khwarrah-Shapur ("Irans herlighed [bygget af] Shapur").